# .io游戏
.io游戲（或称io游戏，中文常译为大作戰游戏）是指游戏主页以.io作域名的透過瀏覽器游玩的在线游戏。.io原本是英屬印度洋領地的國家和地區頂級域，因其可以代表I/O而被广泛应用于信息技术领域。《Agar.io》是第一个.io游戏，后来陆续有其他.io游戏被开发出来，它们的游戏网站同样使用了.io域名，且有着多人竞技、直接透過浏览器访问而不需要安装到本地、操作简单但技巧性强、死亡后立即复活。

## 历史
.io游戏起源于2015年4月巴西游戏开发者马特乌斯·瓦拉达里斯开发的《Agar.io》，那是世界上第一款io游戏。当时19岁的马特乌斯·瓦拉达里斯在4chan网络论坛上向网友征集游戏命名，最终采用了「Agar.io」这个域名作为游戏的网站域名，其中Agar意为制作细菌培养基时常用的琼脂。这款游戏在发布后很流行，于是也引发了其他开发者开发了一些游戏形式和《Agar.io》类似的游戏，并同样使用.io域名，如《slither.io》、《diep.io》、《lordz.io》等。
有些游戏虽然不是使用浏览器在线游玩，即没有使用.io域名，但由于其游戏性和传统的.io相同，故也常被视为.io游戏。例如《Agar.io》在中国大陆的类似版本《球球大作战》，是透过下载行動應用程式的方式在智能手机上游玩，其官方网站也使用了.com域名而非.io域名，但由于游戏性与传统的.io游戏无异，故也被列入.io游戏的范围。

## 影响
2017年，苹果App Store把.io游戏列为2017年度「值得关注的四个趋势」之一。